# Roberto Marcelino Ortiz
Pour les articles homonymes, voir Ortiz.

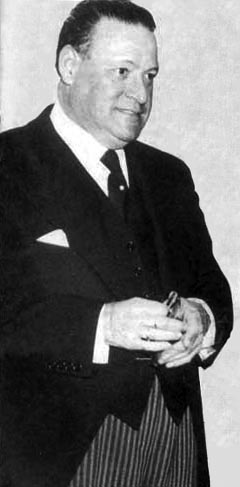
Jaime Gerardo Roberto Marcelino María Ortiz Lizardi

Jaime Gerardo Roberto Marcelino María Ortiz Lizardi (né le 24 septembre 1886 – mort le 15 juillet 1942) est Président de l'Argentine du 20 février 1938 au 27 juin 1942.

## Biographie
Roberto Marcelino Ortiz nait à Buenos Aires. Il étudie à l'Université de Buenos Aires, et participe à la révolution ratée de 1905. Il termine ses études de droit en 1909. Il devient actif au sein du parti de l'Unión Cívica Radical et est élu député au Congrès national argentin en 1920. Il est nommé ministre des travaux publics du président Alvear de 1925 à 1928. Il soutient le coup d'État militaire de 1930 et est ministre du Trésor de 1935 à 1937 sous le mandat du président Agustín Pedro Justo.
Il est candidat officiel du gouvernement aux élections présidentielles de 1937 qu'il gagne. Mais l'opposition l'accusa de fraude électorale, alors que les irrégularités sont largement répandues. Ortiz ne nia jamais ces accusations, mais dès qu'il entre en fonction, il tente de rendre la politique argentine plus propre et plus transparente, avec l'aide de son ministre de l'intérieur, Diógenes Taboada. Il décrète ainsi l'intervention fédérale dans la province de Buenos Aires, à la suite des fraudes massives organisées par le gouverneur sortant, Manuel Fresco (extrême-droite).
Il est président du pays à la difficile époque du début de la Seconde Guerre mondiale. Quoiqu'il soit pro-alliés, il ne déclare pas la guerre aux puissances de l'axe, à cause de l'opposition au sein de l'armée fortement fascisante.
Mais son diabète, auquel il a prêté peu attention, malgré les mises en garde de ses médecins, provoque une cécité totale et une détérioration de son organisme qui l'oblige à abandonner ses fonctions. Dans un premier temps son vice-président Ramón Castillo est président faisant fonction. Puis il renonce totalement à sa charge le 27 juin 1942. Il meurt peu après du diabète à un stade avancé deux ans après son épouse.
Son vice-président Ramón Castillo lui succède donc. Ce dernier ne partageait pas son zèle démocratique et annule ses réformes.